# Rajkó Művészegyüttes
A Rajkó Művészegyüttes budapesti cigány és magyar művészeti csoport, amely a Rajkó Zenekarból és a Rajkó Tánckarból áll. A Rajkó Zenekar tagjai cigányok, a Tánckar tagjai jellemzően nem cigányok.

## Története
A Rajkó Zenekar 1952-ben Szigeti Pál igazgató és Farkas Gyula művészeti vezető, karmester vezetésével jött létre. Fő céljuk az volt, hogy a magyarországi cigányzene meghódítsa a világ nagy színpadjait, bebizonyítsak, hogy a cigányzene sokkal több annál, hogy éttermekben, kocsmákban szórakoztassa az embereket. Farkas Gyula több, a magyar cigányzene ihletésére írt klasszikus művet hangszerelt vissza cigányzenekarra, így pl. Liszt Ferenc, Monti, Sarasate, Brahms, Bartók és Kodály műveit.
Farkas Gyula nevéhez fűződik szintén a „rajkó iskola” létrehozása, melynek fő tevékenysége a cigány fiatal tehetségek felkutatása és taníttatása volt az ötvenes évek elején. Szigeti Pálnak köszönhető az, hogy szerte a világon megismerték a Rajkó nevet, valamint ő volt az is, aki megálmodta és kialakította a zenekar és a tánckar imázsát. Farkas Gyula munkáját Mészáros Tivadar folytatta, a zenekar művészeti vezetője 2010-től Suki András, aki maga is Farkas Gyula tanítványa volt. Eddig több ezer tehetséges fiatal került ki a Rajkó-iskolából.[forrás?]
A Rajkó Zenekar a világ összes földrészén, 110 országban lépett fel. A művészegyüttes produkciói nem mindennaposak, hanem újszerűek és korszerűek, ezért a világ minden táján örömmel fogadják őket.[forrás?] Mára a zenekar visszajáró vendég lett számos nagy európai városba, valamint Amerikában és Ázsiában is. 
A zenekar zenei világa igen színes és változatos, a műsor típusától függően megjelenik benne a cigányzene, a népzene, az operett és a klasszikus zeneirodalom legsikeresebb művei is. Számos CD, DVD és kazetta jelent meg a Rajkó Zenekar különböző produkcióiról. Jellemzőjük, hogy változatos formációkkal lépnek fel a világ színpadaira, hol koncertező nagyzenekarként, hol 6-8 személyes kamaraegyüttesként vagy ének- és tánckísérő zenekarként. E színességnek köszönheti a zenekar, hogy a világ összes kontinensén fellépett már és számos fővárosban aratott nagy sikert.[forrás?]
A Rajkó Tánckar 1950-ben alakult, amely 1973 óta hivatásos tánckarként működik. A Rajkó Zenekar folklór és operett műsorait színesíti. Kiváló koreográfusok alkották meg a koreográfiákat: Somogyi Tibor, Szirmai Béla. Mára a tánckar kibővült és a neves koreográfusoknak köszönhetően világszínvonalú műsorokkal állnak ki a közönség elé. A társulat a világ 34 országában lépett már fel és több mint 60 000 fellépésen van túl.[forrás?] Legtöbbször a Rajkó Zenekar folklór műsorát színesíti ma is, de szívesen fellépnek kamaraprodukciókkal nemzetközi estélyeken, rendezvényeken is. A Tánckar vezetője ma Horváth István, művészeti vezetője Berzsenyi László.

## A Rajkó Művészegyüttes szerepe a magyar kultúrában
A Rajkó Művészegyüttes (Zenekar és Tánckar) a tradicionális magyar szórakoztató zene és tánc „génbankja”.[forrás?] A Rajkó Művészegyüttes az egyetlen, amely táncokat (népi táncok az ország különböző területeiről, operetthez készült koreográfiák stb.) cigányzenekari kísérettel visz színpadra.[forrás?] Továbbá egyedülálló abban is, hogy a kisebbség és többség magas színvonalú művészi együttműködését valósítja meg, melynek eredményességét a magyar és a külföldi közönség körében elért sikerei igazolják vissza. A Rajkó Művészegyüttes igazgatója ma Gerendási István, aki 1976-tól kötelezte el magát a Rajkó-örökség továbbadására. Nevéhez fűződik Farkas Gyula munkásságának folytatásaként Magyarország egyetlen olyan művészeti iskolájának megalapítása 1990-ben, amely a cigány fiataloknak ad lehetőséget saját zenei hagyományaik ápolására. Ez az intézmény a Talentum Nemzeti Kisebbségi Alapfokú Művészetoktatási Intézmény, Táncművészeti és Zeneművészeti Szakképző Iskola. A 21. század Magyarországán az iskolának kihelyezett tagozatokat kellett létrehoznia annak érdekében, hogy a tehetséges cigány gyerekek iskolai keretek között juthassanak hozzá saját örökségükhöz. A Rajkó-iskola így vált Rajkó-módszerré a közel hatvan év alatt, ahogy az alapítók céljait követve alkalmazkodott a változó körülményekhez.
A előadások száma sajnos mára megritkult, így a fellépési lehetőségek – főleg a fiatal növendékek számára – kiemelten fontossá váltak. A Rajkó Művészegyüttes az elmúlt két évtizedben szorosan együttműködött a Hungária Group-pal, akik kiemelt foglalkoztatói és műsorszervezői voltak az együttesnek. Manapság elsősorban Dinner & Cruise™ nevű, a Gróf Széchenyi folyami hajón rendezett városnéző programjukon lehet az együttes tagjaival találkozni, így folytatva a gyümölcsöző partnerséget és a magyar kultúra terjesztését a látogatók körében.

## Híres tanítványok
- Puka Károly (hegedű)

Tzigane Serenade Puka Károly előadásában
- Lendvay Csócsi József (hegedű)

h-moll Csárdás Lendvay Csócsi József előadásában
- Lendvay Csócsi Jenő (hegedű)

Sarasate-cigánymelódiák Lendvay Csócsi Jenő előadásában
- Lukács Tibor (hegedű)

fisz-moll virtuóz móta Lukács Tibor előadásában
- Berki Béla (hegedű)

Csárdások Berki Béla előadásában
- Molnár László (nagybőgő)

Ökrös Oszkár: Román fantázia Molnár László előadásában
- Gabora József (hegedű)

Nótacsokor Gabora József előadásában

## Külső hivatkozások
- Hivatalos oldal
- Rajkó Zenekar[halott link]
- Rajkó Együttes